# Malaysia Orientale
La Malaysia Orientale (nota anche come Borneo malese) è una parte della Malaysia che si trova sull'isola di Borneo. Si differenzia dalla Malaysia Occidentale.

Isola del Borneo, con il territorio della Malesia colorato in arancione

## Geografia
La regione rappresenta la parte nord dell'isola di Borneo, eccezion fatta per il territorio del Brunei. A sud, sempre nel Borneo, vi è l'Indonesia. Il mare su cui si affaccia la Malaysia Orientale è il Mar Cinese Meridionale.

## Stati e territori
La Malaysia Occidentale si compone degli Stati malesi di Sabah e Sarawak e del territorio federale di Labuan.

## Economia e popolazione
La Malaysia Orientale è nettamente meno popolata e meno sviluppata rispetto alla Malaysia Occidentale. Tuttavia è ricca di risorse naturali come petrolio e gas. La popolazione totale al 2010 è di circa 5,77 milioni di abitanti.